# 路易斯·戈伊狄索洛
路易斯·戈伊狄索洛·加伊（西班牙語：Luis Goytisolo Gay，1935年3月17日—）是西班牙作家，西班牙皇家学院院士。代表作为《对抗》四部曲——《清单》(Recuento)、《五月的绿色延伸到海边》(Los verdes de mayo hasta el mar)、《阿基里斯的愤怒》(La cólera de Aquiles)和《知识理论》(Teoría del conocimiento)。

## 经历
他于1935年3月17日出生在巴塞罗那，是胡安·戈伊蒂索洛的弟弟。1963年，他因为支持加泰罗尼亚统一社会党 / 西班牙共产党而被弗朗哥独裁政府逮捕入狱。在监狱中，他开始了《对抗》（Antagonía）的创作。在西班牙民主转型后，他的《对抗》四部曲被《世界报》评为西班牙20世纪最优秀的小说之一。
2015年3月，他向西班牙国家图书馆捐赠了67箱自己的文集资料。